# Dôme de Shamiram
Shamiram Tholus
Pour les articles homonymes, voir Shamiram.
Le dôme de Shamiram (désignation internationale : Shamiram Tholus) est un dôme situé sur Vénus dans le quadrangle de Carson. Il a été nommé en référence à Shamiram, déesse arménienne de l'amour.